# Microsoft Office Groove Server
Microsoft Office Groove Server es un software complemento de Microsoft Office Groove (2007) con el fin de que las empresas (generalmente) puedan incluir este software de manera fácil además de contar con una asesoría y ayuda de implementación al Microsoft Office Groove 2007.
El fin de este complemento de software, es hacer que una empresa interesada en Microsoft Groove 2007, pueda, de manera fácil, implementarlo sin casi costo, ni ampliación de infraestructura u otra amenaza a la empresa como la seguridad informática, ya que muchas veces la conexión son entre redes que manejan un distinto tipo de seguridad.
Es la parte que permite que Microsoft Office Groojahdkz. ve 2007 se interconecte con otras computadoras.
- Datos: Q851887